# Cytospora

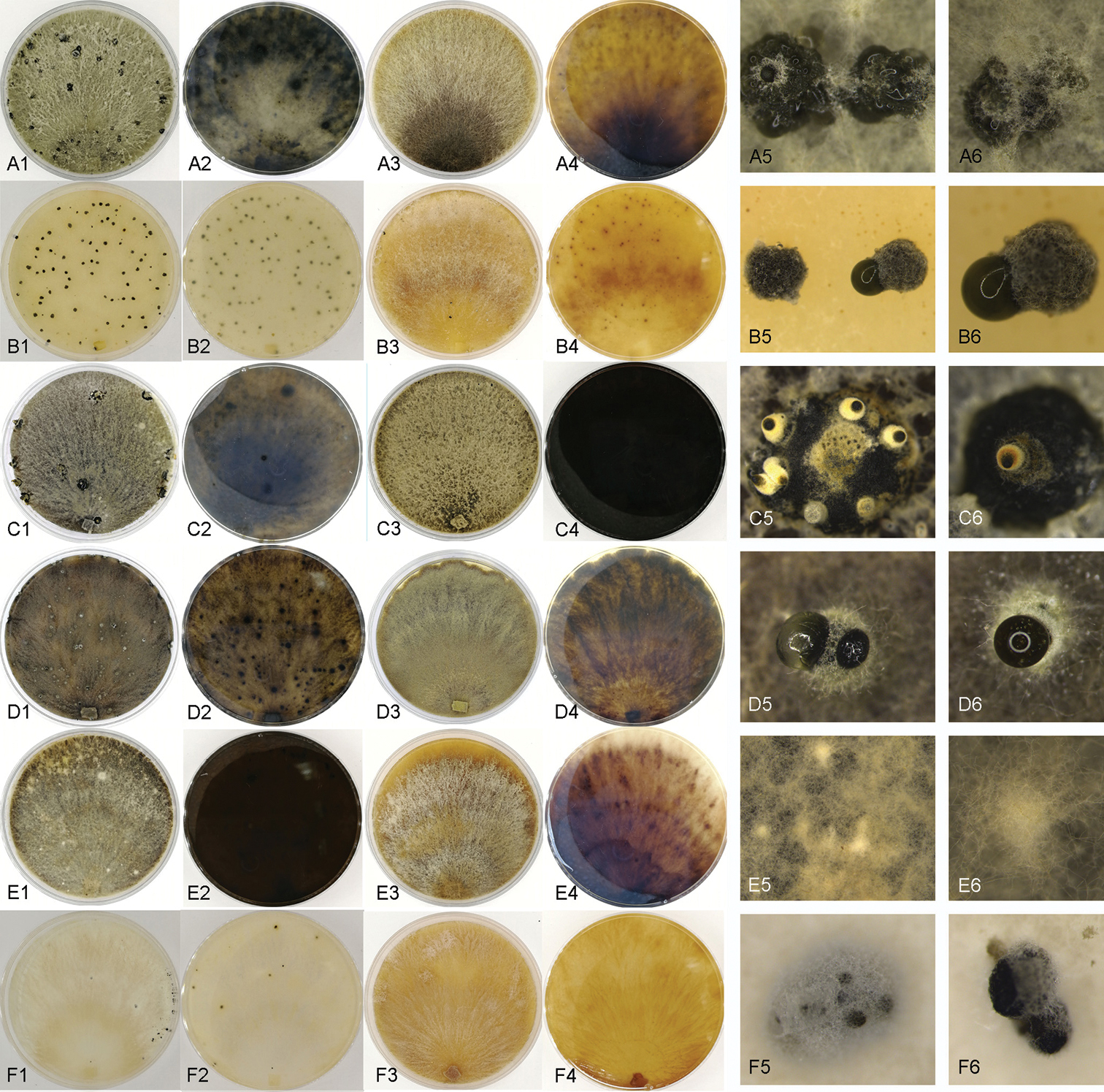
Kultury Cytospora po 1 miesiącu w 25 °C. A – C. myrtagena, B – C. kuanchengensis, C – C. ceratospermopsis, D – C. leucostoma, E – C. xinglongensis, F – C. schulzeri

Cytospora Ehrenb. – rodzaj grzybów z typu workowców.

## Systematyka i nazewnictwo
Pozycja w klasyfikacji według Index Fungorum: Cytospora, Valsaceae, Diaporthales, Diaporthomycetidae, Sordariomycetes, Pezizomycotina, Ascomycota, Fungi.
Takson ten utworzył Christian Gottfried Ehrenberg w 1818 r. Synonimy:
- Bostrychia Fr. 1819
- Circinaria Bonord. 1851
- Circinostoma Gray 1821
- Cyclocytospora Höhn. 1928
- Cylindrotheca Bonord. 1864
- Cytophoma Höhn. 1914
- Cytospora subgen. Leucocytospora Höhn. 1918
- Cytosporopsis Höhn. 1918
- Engizostoma Gray 1821
- Griphosphaerioma Höhn. 1918
- Hypoplasta Preuss, 1855
- Lamyella Fr. 1849
- Leucocytospora (Höhn.) Höhn. 1927
- Leucocytospora Höhn. 1917
- Leucostoma (Nitschke) Höhn. 1917
- Microstoma Auersw. 1860
- Monopycnis Naumov 1916
- Neocytispora Ellis & Everh. ex Sacc. & D. Sacc. 1906
- Pleuronaema Höhn. 1917
- Psecadia Fr. 1849
- Torsellia Fr. 1849
- Valsa Fr. 1849
- Valsa subgen. Leucostoma Nitschke 1870
- Valsella Fuckel 1870
- Valseutypella Höhn. 1919[2].

## Charakterystyka
Rodzaj o licznych gatunkach występujących na całym świecie Saprotrofy i pasożyty drzew. Na podkładkach tworzy duże, wielokomorowe, skręcone, ciemnobrunatne, stożkowate, o grubej ścianie konidiomy. Komory konidiomów ułożone są promieniście. Konidiomy tworzą się pojedynczo pod perydermą roślin. W czasie dojrzewania zarodników powiększają się powodując rozerwanie perydermy. Przyjmują wówczas kształt szarawej tarczki z okrągłym ujściem.
Konidiofory wydłużone, z rozgałęzieniami, którymi są cylindryczne komórki konidiotwórcze. Konidia tworzą się na ich wierzchołku w jednym punkcie, a komórki konidiotwórcze podczas konidiogenezy nie zmieniają długości. Konidia małe, szkliste, jednokomórkowe, kiełbaskowate, powstają w łańcuszkach lub kulistych skupiskach.
Wśród roślin uprawnych w Polsce gatunki z rodzaju Cytospora wywołują grzybowe choroby roślin. C. chrysosperma i C. nivea powodują zgorzel kory topoli a C. leucostoma leukostomozę drzew pestkowych.

## Gatunki występujące w Polsce
- Cytospora annulata Ellis & Everh. 1893
- Cytospora atra (Bonord.) Sacc. 1884
- Cytospora betulicola Fautrey 1891
- Cytospora betulina Ehrenb. 1818
- Cytospora carphosperma Fr. 1823
- Cytospora ceratosperma (Tode) G.C. Adams & Rossman 2015
- Cytospora chrysosperma (Pers.) Fr. 1823
- Cytospora clypeata Sacc. 1884
- Cytospora coenobitica Sacc. 1884
- Cytospora corni Westend. 1857
- Cytospora crataegicola Brunaud 1897
- Cytospora decorticans Sacc. 1884
- Cytospora diatrypa Sacc. 1884
- Cytospora diatrypoides Truszk. 1960
- Cytospora dubyi Sacc. 1884
- Cytospora duriuscula Sacc. 1882
- Cytospora epileuca Sacc. 1881
- Cytospora fallax (Nitschke) G.C. Adams & Rossman 2015
- Cytospora fertilis Sacc. 1884
- Cytospora fugax (Bull.) Fr. 1823
- Cytospora frangulae Truszkowska
- Cytospora fraxini Delacr. 1890
- Cytospora gleditsiae Ellis & Barthol. 1896
- Cytospora greschikii Bres. 1891
- Cytospora horrida Sacc. 1884
- Cytospora intermedia Sacc. 1884
- Cytospora juglandina Sacc. 1881
- Cytospora kunzei Sacc. 1884
- Cytospora lantanae Bres. 1891
- Cytospora leucosperma (Pers.) Fr. 1823
- Cytospora leucostoma (Pers.) Sacc. 1881
- Cytospora ludibunda Sacc. 1879
- Cytospora microspora Rabenh. 1844
- Cytospora nivea Fuckel 1860
- Cytospora occulta Sacc. 1884
- Cytospora ocellata Fuckel 1870
- Cytospora ostryae Syd. & P. Syd. 1910
- Cytospora oxyacanthae Rabenh. 1858
- Cytospora personata (Fr.) Sacc. 1882
- Cytospora pinastri Fr. 1823
- Cytospora pini Desm. 1843
- Cytospora platani Fuckel 1860
- Cytospora populina (Pers.) Rabenh. 1844
- Cytospora pruinosa (Fr.) Sacc. 1879
- Cytospora pseudoplatani Sacc. 1884
- Cytospora pustulata Berk. & M.A. Curtis 1872
- Cytospora quercus Sacc. 1884
- Cytospora rhoina Fr. 1823
- Cytospora ribis Ehrenb. 1818
- Cytospora sacculus (Schwein.) Gvrit. 1969
- Cytospora salicis (Corda) Rabenh. 1844
- Cytospora schulzeri Sacc. & P. Syd. 1899
- Cytospora smithiae Sacc. & Trotter 1913
- Cytospora stenopora Sacc. 1876
- Cytospora symphoricarpi Henn. 1912
- Cytospora syringae Sacc. 1884
- Cytospora tamaricis Brunaud 1897
- Cytospora taxi Sacc. 1884
- Cytospora thujae Sacc. & Ellis 1882
- Cytospora translucens Sacc. 1884
- Cytospora umbrina (Bonord.) Sacc. 1884
- Cytospora vaccinii Died. 1912
- Cytospora ventricosa Sacc. 1884

Wykaz gatunków według W. Mułenko i in. Nazwy naukowe na podstawie Index Fungorum.